# Sinopoda
Sinopoda là một chi nhện trong họ Sparassidae.